# Právo a spravodlivosť
Právo a spravodlivosť je bývalá slovenská politická strana, aktivní v letech 2011–2017. Od založení byl předsedou strany Peter Puškár. 

## Volební výsledky
Strana se zúčastnila na celostátní úrovni voleb do Národní rady v roce 2012,voleb do Evropského parlamentu v 2014 a komunálních voleb 2014. V prvním případě dosáhla 0,41 % za 10 604 obdržených hlasů, v druhém získala 1,66 % za 9 322 hlasů (dvanáctá strana v pořadí výsledků). V komunálních volbách 2014 obsadila místa 10 starostů (primátorů) a 82 poslanců v samosprávných orgánech.